# Louise Rayner

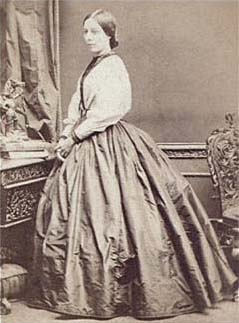
Louise Rayner ca. 1859

Louise Rayner, född 21 juni 1832 Matlock Bath, död 8 oktober 1924 St Leonards-on-Sea, var en engelsk målare, dotter till Samuel Rayner. Rayner skapade både oljemålningar och akvareller, men det är akvarellerna som fått störst uppmärksamhet.  
År 1865 reste hon med bror Richard till Dudley för att måla landskap. Sedan året 1869 bodde hon i Chester.

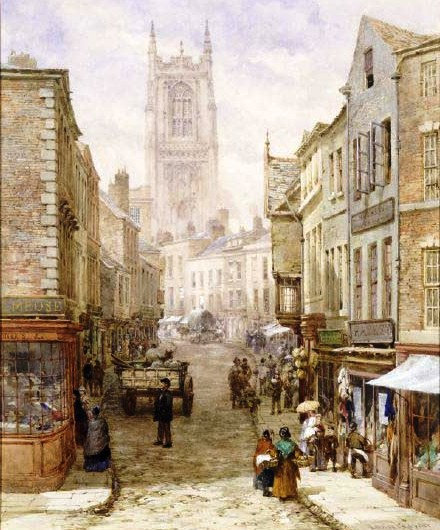
Irongate, 1924 i Derby Museum and Art Gallery.

Typiskt konstverk av Louise Rayner är någonting mellan teckning och målning. Hon illustrerade med stor noggrannhet detaljer av gatuliv i viktoriansk tid. Senare har man använt hennes målningar som motiv i pussel.